# Asiophantes sibiricus
Asiophantes sibiricus är en spindelart som beskrevs av Kirill Yeskov 1993. Asiophantes sibiricus ingår i släktet Asiophantes och familjen täckvävarspindlar. Inga underarter finns listade.